# Kutikula (rastlina)
Kutikula je pri rastlinah tanka zaščitna plast, ki jo proizvajajo celice povrhnjice listov. Kutikula je najbolj zunanja plast lista, ki rastlino ščiti pred izsušitvijo. 
Kutikula sestoji iz voskastih snovi, ki so hidrofobne. Glavna sestavina kutikule je kutin - poliester hidroksilnih kislin. Veriga estrov hidroksilnih kislin je prečno povezana z estrskimi in epoksidnimi vezmi. V kutikuli se nahajajo tudi voski, ki so sestavljeni iz hidrofobnih alifatskih ogljikovodikov, ki vsebujejo zlasti 16-32 ogljikovih atomov.
Poleg zadrževanja vlage v listih kutikula tudi preprečuje vdor snovi iz okolice v rastlino (voda, mikroorganizmi, umazanija). 